# Louis Milliot
Pour les articles homonymes, voir Milliot.
Louis Milliot, né le 13 avril 1885 à Bugeaud (aujourd'hui Seraïdi en Algérie) et mort en octobre 1961 à Vézelay (France), est un professeur de droit français, spécialiste du droit musulman.

## Biographie
Louis Millot était le fils d'Alexandre Millot docteur en médecine, ex médecin de l'armée impériale russe puis lord du siège de Paris, qui fut maire de Bugeaud. Son grand-père était venu en Algérie vers 1830 et avait acquis une exploitation de chênes lièges dans la forêt de l'Edough et lancé un élevage. Etudiant à la faculté de droit d'Alger, Louis Millot se rendit à Paris pour préparer l'agrégation et suivre des cours d'arabe à l'Institut des langues orientales. Durant la première guerre mondiale il fut mobilisé dans l'armée d'Afrique en Algérie puis détaché au Maroc auprès du maréchal Lyautey. Agrégé de droit en 1920, il enseigne d'abord à la faculté de droit d'Alger, puis à la faculté de droit de Paris à partir des années 1930. Nommé doyen de la faculté de droit d'Alger en 1934, il devient directeur général des Affaires indigènes du Gouvernement général d'Algérie de 1935 à 1940, date à laquelle il reprend sa place à la faculté d'Alger.
À la demande de René Cassin, il prend en 1944 la présidence du Conseil de coordination des Croix-Rouge françaises dans les territoires libérés. En 1945, il devient vice-président de la Croix-Rouge française et reste par la suite membre de son conseil d'administration. Affecté à la faculté de droit, il enseigne aussi les institutions de l'islam à l'École nationale d'administration (ENA), avant de prendre sa retraite en 1957.

## Source
- « Le professeur Louis Milliot », in Revue internationale de droit comparé, 1963, n° 1, p. 185-186[1]